# Electrisize
Das Electrisize (kurz Esize) ist ein dreitägiges Musikfestival im Bereich der elektronischen Tanzmusik, das seit 2009 jährlich in Erkelenz veranstaltet wurde. Seit 2013 gastiert Electrisize im ehemaligen Kreuzherrenkloster Hohenbusch, welches heute Haus Hohenbusch heißt. Mit insgesamt 45.000 Menschen im Jahr 2024 gehört es zu den größten Festivals in Nordrhein-Westfalen. Im Jahr 2020 und 2021 musste das Electrisize Festival aufgrund der Covid-19-Pandemie abgesagt werden. Stattdessen organisierten die Veranstalter im Sommer 2020/2021 die Electricity Campsite, welches im November 2020 für ihr innovatives Corona-Konzept mit dem Innovationspreis RHEINLAND GENIAL ausgezeichnet wurde. Seit 2022 findet das Electrisize Festival an drei Festivaltagen statt.

## Geschichte

### Konzept
Electrisize basiert auf der Idee eine energiereiche Welt zu erschaffen, um Musik, Liebe und Freundschaften zu feiern. War das Festival zu Beginn noch ein Ort für Fans elektronischer Musik, avanciert Electrisize heute zum Ort für Menschen jeden Alters und Musikgeschmacks. Die große musikalische Bandbreite wird in den verschiedenen Themenbereichen erlebbar.

### Bühnen & Themenbereiche
- Die Electrisize Mainstage wird auch die "High Voltage Zone" genannt. Die Bühne gleicht einem futuristisch errichteten Kraftwerks und wird von Jahr zu Jahr größer gestaltet. Neben zahlreichen Auftritten von Acts aus dem EDM und House findet hier bei Einbruch der Dunkelheit die "Electrisize Ceremony" statt. Dabei feiern die Festivalbesucher zu einer Show aus Musik, Licht, Laser, Pyrotechnik und Feuerwerk den Abschluss des Tages.[2]
- Der Tapuya Stage wird als ein Indianerreservat in einer Dschungellandschaft inszeniert, bei der das heilige "Tapuya-Monument" ein wichtiger Bestandteil der Bühne ist. Die Tapuya Stage ist für sein musikalisches Programm aus Techno und Techno-House bekannt. Die Open-Air-Bühne wird jährlich neu designt.[3]
- Die Hardsize Factory wird von Künstler des Bereichs Hardstyle-, Rawstyle- und Hardcore bespielt. Das Design der Bühne wird jährlich neu entworfen und wird auf der Idee eines historischen Fabrikgebäudes aus dem 18. Jahrhundert gestaltet. Ein wichtiges Element ist hier der "Hardsize Skull".[4]
- Das VIP-Deck bietet durch ihre erhöhte Bauweise eine Sicht ohne Einschränkungen auf die Electrisize Mainstage. Die VIP-Area ist lediglich für Besitzer eines VIP-Tickets zugänglich. Die Besucher profitieren von einer komfortableren Ausstattung.[5]
- Die Electricity ist das offizielle Electrisize Campinggelände. Hier besteht die Möglichkeit beim Kauf eines entsprechenden Camping-Tickets zwischen den Festivaltagen zu übernachten. Für die Electrisize Camper startet das Festival schon am Donnerstag vorab mit einer Pre-Party.

### Anfänge
Electrisize erlebte sein Debüt am 15. August 2009 im Erkelenzer „Lahey-Park“. Die zweite Auflage fand im Oktober 2009 auf der Burgruine „Schloss Leerodt“ in Geilenkirchen mit 750 Besuchern statt. Seit der Indoor-Premiere an Silvester 2009/2010 gastierte Electrisize regelmäßig in der Erkelenzer Diskothek „Auditorium“ (mittlerweile geschlossen). Zur Ausgabe 2010 wurde der Superstar Avicii verpflichtet. Im Jahr 2011 wurde die Veranstaltung trotz starker Niederschläge wieder auf „Schloss Leerodt“ abgehalten. Im Sommer 2012 feierten knapp 2000 Besucher auf dem Erkelenzer Franziskanerplatz sowie in der Stadthalle im Zentrum der Stadt. Das Festival findet seit 2013 in der Gartenanlage sowie dem Außengelände eines ehemaligen Klosters der Kreuzherren statt, welches heute Haus Hohenbusch heißt. Die Hauptbühne steht vor dem gut erhaltenen Herrenhaus.

### Besucherzahlen
Seit Beginn des ersten Festivals im Jahr 2009 steigt die Besucheranzahl kontinuierlich. 

### 10-jähriges Jubiläum
Im Jahr 2019 feierte das Electrisize Festival sein zehnjähriges Bestehen. Unter dem Motto "10 Years - 1 Family" feierten 25.000 Besucher die Jubiläumsausgabe in Erkelenz mit 120 Künstlern in 7 verschiedenen Areas. Ergänzt wurde das Programm durch die "10 Years – 10 Minutes" Zeremonie, bei der Resident-DJs und Gründer des Electrisize Festivals zusammen auf der Mainstage das Jubiläum feierten.

### Absage der Festivals 2020/2021
2020 und 2021 musste das Electrisize Festival aufgrund der Covid-19-Pandemie abgesagt werden. Im Zuge der anhaltenden epidemischen Lage gaben die Veranstalter im Frühjahr 2020 und 2021 die Absage des Festivals bekannt. Die bereits verkauften Tickets konnten für Electrisize 2022 umgetauscht werden. In beiden Sommern fand stattdessen ein Corona-konformes Alternativkonzept die "Electricity Campsite" statt.

### Dritter Festivaltag bei Electrisize 2022
2022 fand das Electrisize Festival erstmals an drei Festivaltagen (FR-SO) statt. Zuvor fand das Festival regulär am Freitag und Samstag des ersten August-Wochenendes statt. Für Camping-Besucher war es damit möglich, an vier Nächten auf dem Gelände vor Haus Hohenbusch zu übernachten. Am neuen Festival-Sonntag war außerdem zum ersten Mal der Zugang für Besucher U18 möglich.

## Line-Ups
| Jahr | Anzahl Stages | Acts |
| ---- | ------------- | --- |
| 2009 | 1             | Karami & Lewis, Pimi & Canda, Timbo, Tonfaenger, Friendson |
| 2010 | 2             | Avicii, Marwin, Safado, Timbo, Luis Wire, Friendson & Busse |
| 2011 | 2             | Safado, Alparello & Danilo Verdes, Friendson & Bùsse, Chrissi Friendson, Timbo, Rob Van O, Tonfänger |
| 2012 | 2             | Den Ishu, Pierce, Busse, Friendson, Chrissi, Timbo, Tonfänger, Rob Van O, DJ Anyone, Alparello & Danilo Verdes, Le Marc, Sven Clein & weitere |
| 2013 | 2             | Tujamo, Sick Individuals, Sydney Charles, Steffen Deux Roter & Lewis, Sven Kerkhoff, Timbo, Leonard Bywa, Florian Busse, Freddy Jack Jr., Tonfänger, Alparello, Friendson, Toby Vee, Chrissi F., Rob Van O & weitere |
| 2014 | 2             | Vinai, Sick Individuals, Robert Dietz, Ramon, Tapia, Bunte Bummler, David Jach, Puresang ft. DMC, Timbo, Friendson, Chrissi F., Rob Van O, Florian Busse, Tonfänger & weitere |
| 2015 | 4             | Oliver Heldens, Bassjackers, Don Diablo, Format:B, Andrea Olivia, Jordy Dazz, Super Flu, Re.You, TV Noise, André Hommen, Tom & Jame, Puresang, Wade, David Jach, Sable Sheep, Jaggs, Le Shuuk, Alex Hövelmann, Chris Rocka, Chrissi F., Dayton, Flobu, Florian Busse, Friendson, Josh Canallie, Karami, Leonard Bywa, Moritz Guhling, Onno Roentgen, Rob Van O, Russe & Pinto, Sandra Golia, SoloWg, Timbo & weitere |
| 2016 | 4             | Nicky Romero, Dada Life, Dannic, Headhunterz Adrenalize, Anja Schneider, Anna Reusch, Atmozfears, Brennan Heart, Da Tweekaz, Deepend, Format:B, Gregor Tresher, Holl & Rush, Juliet Fox, Le Shuuk, Lowriderz, Marco Resmann, Raumakustik, Sable Sheep, Tiefschwarz, Tom & Jam, Topic & weitere |
| 2017 | 5             | Tujamo, Danny Avila, Will Sparks, Dyro, Frontliner, Noisecontrollers, Da Tweekaz, Aka Aka, LNY TNZ&ME, Anna Reusch, B-Front, Bebetta, Björn Torwellen, Kaiserdisco, Loopers, Lowriderz, Mandy, Marnik, Mike Williams, Nick Curly, Niereich, Nizami Plus, Psyko Punkz, Rob Van O, Sable Sheep, Timbo, Toneshifterz, Zonderling, 89ers, Adaptiv, Alex Hövelmann, Andi Pitsch, Art of Life & weitere |
| 2018 | 6             | Brennan Heart, Dannic, Format:B, Gestört aber geil, Jay Hardway, Le Shuuk, Mike Williams, Moksi, Pappenheimer, Wildstylez Ali As, André Hommen, Anna Reusch, Atmozfears, Boogshe, Drunken Masters, Franky Rizardo, Hard Driver, Jebroer, Larissa Rieß, Klangkuenstler, La Fuente, Lovra, Marika Rossa, MC Livid, Phuture Noize, Ran-D, Rebelion, Rob van O, Timbo, Torsten Kanzler, Wasted Penguinz, Wildfyre & weitere |
| 2019 | 7             | Bart Skils, Da Tweekaz, D-Block & S-Te-Fan, Finch Asozial, Format:B, Gestört aber geil, Moksi B2B Curbi, Nura, Pappenheimer, Sub Zero Project, Technasia, Warface, A.N.A.L., Boogshe, Brooks, Code Black, Dr Phunk, Drunken Masters, Eskei83, Galactixx, Jebroer, Klanglos, Korsakoff, Kris Kross Amsterdam, Lahos, Lari Luke, Lilly Palmer, LOVRA, Maddix, Marten Horger, Mausio, MC Fitti, MC Livid, Mesto, Nusha, Regain, Rob van O, Sable Sheep, Sefa, Tapesh, Timbo, Wildfyre & weitere |
| 2022 | 5             | Coone - D-Sturb - Felix Kröcher - Frequencerz - Garmiani - Gestört aber geil - Kris Kross Amsterdam - Laidback Luke - Le Shuuk - Lucas & Steve - Pleasurekraft - Radical Redemption - Rebelion - Space 92 - Spektre - Sunnery James & Ryan Marciano - Technasia - Tony Junior A.N.A.L. - Aftershock - Anastasia Rose - Anna Reusch - Anstandslos & Durchgeknallt - Avaion - Bass Modulators - Boogshe - Deadly Guns - Denise Schneider - Die Gebrüder Brett - Galactixx - Gntn - Gpf - Hard Driver - Harris & Ford - Hbz - Jay Reeve - Kamelle Kapelle - Klanglos - Lahos Live - Lexer - Lost Identity - Lunax - Lupo - Mark Dekoda - Mark Reeve - Mc Fitti - Mc Livid - Mo-Torres - Mütze Katze - Nusha - Otto Wunderbar - Planschemalöör - Refuzion - Riot Shift - Rooler - Sickmode - Sound Rush - Teddy Cream - Tim Hox - Timbo - Vanessa Sukowski - Vertile - Younotus - Zeuz & weitere |
| 2025 | 7             | 2 Engel und Charlie, Alex im Westerland, Anastasia Rose, Andradite, Anna Reusch, Atzendent, Azyr, Basskiller, Bastek B2B Macron, Beslik, Black Zushi, Blasterjaxx, Bloodlust, Brennan Heart, Callush, Calvin Kleinen, Cascada, Chris Mega, Chrissi B2B Kreso, Chrissyjeey, Coone, Crizzy, DJ Dustin, DJ Prizon, Da Tweekaz, Daniel Cline, Dasstudach, David Puentez, Davyboi, Deejp, Dishonored, Dr Donk, Dr. Peacock, Dropixx, Dual Damage, Ecki B2B Moryak, Eko Fresh, Ely Oaks, FuDJ, Fast Boy, Filow, Frenzy, Fuller, Future.666, GPF, George AKA Dr.Radsport, Gezellige Uptempo, Gregor Le Dahl, Hades, Hot Rod Devils, Imperators, Isi Glück, Jannik Karas, Jazzy B2B Jowi, Jebroer, Jey Aux Platines, Justin Pollnik, Justin Prince, Karol, Kazumba, Komacasper, Leaves in Flames, Lil Texas, Lost Identity, Luca Veda, Luca-Dante Spadafora, Luke Madness, Lunax, MC Livid, Malle Anja, Micha Schue, Mish, Miss K8, Miss Madison, More Kords, NYF, Nancy Franck, Nastyboy, Neptunica, Noel Holler, Noiseflow, Noisetime, Paracek, Parshad, Paul Wolf, Pene Corrida, Rabixx, Ramona, Ran-D, Resensed, Restricted, Ritter Lean, Rob Van O, Rooler, Roxy, Rumbombe, SK8PRK, STVW, Salvatore Mancuso, Shoki287, Sigmani, Simba B2B Denzko, Simon Ochmann, Sintica, Sugardaddy, Super Dario, T-Oby, T_T, The Dark Horror, The Saints, The Straikers, Thomm, Tie-Rex, Timbo & This Cris, Timka, Trancemaster Krause, Unicorn on K, Used, Van Keeken, Whosjerre B2B Pacemaker, Yamas, Zelecter, Zeuz |

## Electricity Campsite

### Das Konzept
Die Idee der "Electricity Campsite" beruht auf der bisherigen "Electrisize Campsite" – dem Campingplatz neben dem Festivalgelände. Aufgrund der Absage des regulären Electrisize Festivals 2020 konzipierten die Veranstalter im Frühjahr 2020 einen Corona-konformen Campingplatz, der aufgrund seiner besonderen Struktur die Einhaltung aller geltenden Corona-Maßnahmen sicherstellte. Um die Bühne in der Mitte wurden sechs voneinander abgetrennte Campingbereiche angeordnet, die es jeweils 100 Besuchern ermöglichte in ihrem Bereich zu zelten. Die Besucher mussten sich vorab für einen Sektor entscheiden und konnten keinen der anderen Sektor betreten. Abgetrennte Tanzbereiche vor der Bühne stellten sicher, dass sich die Besucher nur in der erlaubten maximalen Gruppengröße von zehn Personen aufhalten konnten. Auf dem Campingplatz galten alle geltenden Corona-Regelungen, wie eine Maskenpflicht und die Einhaltung des Sicherheitsabstands von 1,5 m.
Über vier Wochenenden zelteten insgesamt 2.400 Besucher auf dem Gelände vor Haus Hohenbusch. Über 20 nationale und internationale Live-Acts traten auf der 360° Bühne auf, darunter Vize, Da Tweekaz, Le Shuuk und Coone.
Im Juli 2021 folgte die zweite Auflage der Electricity Campsite. Aufgrund weiterer Lockerungen im Vergleich zum Vorjahr konnten an vier Wochenenden rund 8.500 Camper und Tagesbesucher die Electricity besuchen.
Im Mai / Juni 2022 fand die dritte Auflage mit rund 9.000 Campern statt.

### Auszeichnungen
Im November 2020 erhielt die Veranstaltungsagentur KulturGarten GmbH den Innovationspreis RHEINLAND GENIAL für ihr innovatives Camping-Konzept in der Corona-Zeit. Die Metropolregion Rheinland e. V. vergab den Preis an fünf Unternehmen aus dem Kreis Heinsberg, um sie für ihre Innovationskraft in der schwierigen Zeit zu prämieren.